# Frits Smol
Frits Smol   (la Haia, 6 de juliol de 1924 - la Haia, 1 de novembre de 2006) va ser un waterpolista neerlandès que va competir durant les dècades de 1940 i 1950.
El 1948 va prendre part en els Jocs Olímpics de Londres, on va guanyar la medalla de bronze en la competició de waterpolo. Quatre anys més tard, als Jocs de Hèlsinki, fou cinquè en la mateixa competició.
També guanyà el Campionat d'Europa de waterpolo de 1950.